# Caniac-du-Causse

Caniac-du-Causse este o comună în departamentul Lot din sudul Franței. În 2009 avea o populație de 333 de locuitori.

## Evoluția populației
| An        | 1975 | 1982 | 1990 | 1999 | 2006 | 2009 |
| --------- | ---- | ---- | ---- | ---- | ---- | ---- |
| Populație | 207  | 245  | 246  | 246  | 318  | 333  |